# 卡达什曼·恩利尔一世
卡达什曼·恩利尔一世（约公元前1374年—约公元前1360年在位）（英語：Kadashman-Enlil I）加喜特国王。他依袭库瑞噶尔祖一世的政策，将自己一个女儿（还有一个妹妹）嫁予埃及法老阿蒙霍特普三世，后者也向他赠予大量黄金作为回报。